# Крум Христов
Крум Христов Костадинов е български журналист, общественик и дипломат.

## Биография
Христов е роден в 1906 година в големия български македонски град Кукуш, тогава в Османската империя, днес Килкис, Гърция. В 1928 година завършва агрономство в Монпелие, Франция и до 1945 година работи в Министерството на земеделието.
След Деветосептемврийския преврат в 1944 година става член на БКП и започва да се занимава с журналистика, работи като заместник главен редактор на „Отечествен фронт“.
От 1955 Крум Христов започва дипломатическа кариера – до 1957 година е съветник в българското посолство във Франция, от 1957 до 1960 година е началник на отдел в Министерството на външните работи. От 1960 година е пълномощен министър в Италия, а от 1961 година и в Тунис, като седалището му е в Рим. В 1964 година е издигнат в ранг посланик. Остава в Рим до 1966 година. От 1972 до 1973 година е посланик във Финландия, от 1973 до 1986 е председател на Дружеството за ООН в България.
Носител е на орден „Народна република България“ III степен (1966) и I степен (1986).

## Трудове
- „Борбата на народите в Египет, Тунис, Алжир, Мароко“ (1953)
- „Гоце Делчев“ (1955)[1]